# Teselado cuacuaversal

Teselado cuacuaversal

El teselado cuacuaversal (quaquaversal tiling en inglés) es un tipo de teselado aperiódico del espacio euclídeo tridimensional, introducido por John Conway y Charles Radin.
Las teselas sólidas básicas son semiprismas basados en un patrón bidimensional que idearon con anterioridad, el teselado de molinillo. Las rotaciones que relacionan estas piezas pertenecen al grupo G(6,4) generado por dos rotaciones de orden 6 y 4, cuyos ejes son perpendiculares entre sí. Estas rotaciones son densas en SO(3).

## Etimología
El término cuacuaversal está tomado del latín "quaqua versus", que significa "girado en cualquier sentido".